# Theta
Théta ali téta (starogrško starogrško θήτα: théta; velika črka Θ, mala črka θ ali ϑ) je osma črka grške abecede in ima številčno vrednost 9. Grška črka theta izvira iz feničanske črke tet (). Iz grške črke theta izvira stara cirilična črka fita (Ѳ), ki moderni cirilici ni več v uporabi.
V moderni grščini se črka Θ izgovarja kot angleški nezveneči th (npr. v besedi think), zato simbol /θ/ tudi v mednarodni fonetični abecedi predstavlja ta glas.
V stari grščini se je črka Θ izgovarjala kot /tʰ/ (tj. t s pridihom). 

## Pomeni
- v astronomiji je θ oznaka za osmo zvezdo v ozvezdju
- θ je v matematiki oznaka za kot v polarnih koordinatah (tudi φ)

V antičnih Atenah so uporabljeli črko θ (ki je prva črka besede starogrško θάνατος = smrt) kot simbol za smrt, na podoben način kot v današnjem času uporabljamo mrtvaško glavo.

### Unicode
|                | Velika črka Θ           | mala črka θ           | mala črka ϑ (varianta) |
| -------------- | ----------------------- | --------------------- | ---------------------- |
| Unicode UTF-16 | U+0398                  | U+03B8                | U+03D1                 |
| Ime Unicode    | Velika grška črka theta | Mala grška črka theta | Grški simbol theta     |
| Koda HTML      | &#920;                  | &#952;                | &#977;                 |
| Enota HTML     | &Theta;                 | &theta;               | &thetasym;             |